# Zagorica pri Čatežu
Zagorica pri Čatežu je naselje u slovenskoj Općini Trebnju. Zagorica pri Čatežu se nalazi u pokrajini Dolenjskoj i statističkoj regiji Jugoistočnoj Sloveniji. 

## Stanovništvo
Prema popisu stanovništva iz 2002. godine naselje je imalo 34 stanovnika.